# Lizoszóma

Állati sejt felépítése

Mannóz-6-foszfát (M6P)

A lizoszóma a citoplazmában elhelyezkedő eukarióta sejtszervecske, melynek alapvető jelentősége van a sejt védekezési mechanizmusaiban és bizonyos anyagcsere-folyamatokban. Christian de Duve belga sejtbiológus azonosította a lizoszómát (1950) és a peroxiszómát (1967) is.

## Kialakulás, szerkezet
A lizoszóma tulajdonképpen egy egyszeres membránnal határolt zsákocska, vezikulum a citoplazmában. Benne a kémhatás savas (pH=4-5), míg a citoplazma közel semleges (pH=7,2). Ezt a pH-gradienst a lizoszóma membránjában működő vesicularis ATPáz tartja fenn, amely az ATP felhasításából származó kémiai energiát használja fel arra, hogy a citoplazmából protont pumpáljon a lizoszóma belsejébe. Ez az aciditás szükséges feltétele a lizoszomális enzimek működésének.
A lizoszómák funkcióit a bennük található hidrolitikus enzimek látják el. Ezek lehetnek nukleázok, lipázok, karbohidrázok, proteázok stb., attól függően, hogy milyen molekulát képesek lebontani. Egy közös tulajdonságuk azonban szembetűnő: mindegyik enzim tartalmaz egy M6P szignált. Az M6P (Mannose-6-Phosphate) egy cukorszármazék, ami az enzimek keletkezésekor kerül a molekulákra, miután a durva felszínű endoplazmatikus retikulumból a cisz-Golgi-ciszternába kerülnek. Ez kritikus lépése az enzimek érésének, ugyanis ez a molekuláris jel szükséges ahhoz, hogy az érés végén, a transz-Golgi membránban az ún. M6P-receptor felismerje a leendő lizoszomális enzimfehérjét, és megkösse azt. Ha ez megtörténik, akkor a Golgi-membrán+ lizoszomális enzim+M6P-receptor komplexálódva egy klatrinburokkal lefűződik a Golgi-apparátusról, és vesicularis transport útján eljut célhelyéhez, a lizoszómához. Ott fuzionál a lizoszomális membránnal, majd a savas kémhatás miatt disszociál a komplex, melynek eredményeképpen az enzim a helyére kerül, az M6P-receptor pedig visszaszállítódik a transz-Golgiba és elölről kezdi ciklusát.

## Funkciók
A lizoszómának több feladata van, talán a legismertebb az antigének elleni védelem. Ha például egy vírus vagy baktérium a sejtbe kerül, akkor a primer lizoszóma (mely csak az enzimeket tartalmazza) bekebelezi azt, ezzel kialakul a szekunder lizoszóma, majd a lizoszomális hidrolázok lebontják az idegen ágenst. Ez a heterofágia jelensége.
Másik fontos feladata a sejt feleslegessé vált szervecskéinek (pl. mitokondrium) bekebelezése és enzimatikus lebontása. Ez a folyamat az autofágia.
A lizoszómák funkciója továbbá a receptor-mediált endocitózisban is ismert. Így kerül például a koleszterin a sejtekbe. A vérben keringő, a koleszterint észterifikálva tartalmazó partikulum, az LDL megfelelő receptorához kapcsolódva "bekebeleződik" a sejtbe, ezzel kialaul az endoszóma. A primer lizoszóma egyesül az endoszómával, az így kialakuló savas kémhatás miatt a koleszterin „felszabadul” az észterből, így megfelelő célhelyére tud kerülni a sejtben.

## Klinikai vonatkozások
Az utóbbi években, évtizedekben számtalan betegségről bizonyosodott be, hogy valamilyen lizoszomális rendellenesség áll a háttérben. Ezek rendszerint súlyos, gyakran halálos kimenetelű genetikai betegségek, melyek autoszomális recesszív módon öröklődnek, tehát fiúk és lányok egyaránt érintettek lehetnek. E betegségek általános patomechanizmusa a következő: egy genetikai hiba miatt (amit okozhatott például mutáció) nem alakul ki egy, több, vagy akár az összes lizoszomális enzim. Ezért típustól függően, különböző anyagok (lipidek, szacharidok stb.) nem bomlanak le a sejtben, hanem felhalmozódnak, zárványokat (inclusio) hoznak létre. Ezen bomlástermékek természetesen nem toxikusak, hiszen normálisan is keletkeznek, csak itt nem tudnak tovább bomlani. Betegséget azért okoznak, mert a lebontást általában végző sejtek (makrofágok) „megtelnek”, funkciójukat nem képesek ellátni, felhalmozódnak a csontvelőben, ott kiszorítják a normál sejteket stb. (pl. Gaucher-kór, Niemann–Pick-kór)) így immunrendszeri, vérképzési zavarokat látunk. Más esetben nem makrofág-eredetű szöveti sejtekben történik a felhalmozódás, ilyenkor értelemszerűen a kérdéses szövet-szerv fog károsodni (pl. Tay–Sachs-kór, ahol az idegsejtekben történik akkumuláció, mentális retardációhoz, vaksághoz vezetve).
Néhány példa ezekre az ún. lizoszomális tárolási betegségekre:
Lipidtárolási zavarok:
- Gaucher-kór: a lipidek egy speciális típusának, a glükocerebrozidnak (=ceramid+glükóz) felhalmozódása tapasztalható, mivel hiányzik az őket bontó glükocerebrozidáz nevű enzim
- Krabbé-kór: a lipidek egy másik fajtája, a galaktocerebrozidok (=ceramid+galaktóz) felhalmozódnak a galaktoceramidáz hiánya miatt
- Niemann–Pick-kór: a lipidek egy harmadik típusa, a szfingomielinek (=ceramid+kolin) felgyülemlenek a szfingomielináz hiánya miatt
- Tay–Sachs-kór: a gangliozidok (=ceramid+sziálsav+egyéb cukrok) felhalmozódása jellemzi a hexózaminidáz A enzim hiánya miatt

Szénhidrát-tárolási zavarok (Mucopolysaccharidosis, MPS I.-VII.):
- Hunter-syndroma (MPS type II.): a többi MPS-hoz hasonlóan egy glükózaminoglikán (régiesen mucopolysaccharid) gyülemlik fel kóros mértékben
- Pompe betegség: itt nem MPS, hanem glikogén halmozódik fel kórosan a savi maltáz hiánya miatt

Egyéb:
- I-sejtes betegség: az összes lizoszomális enzim hiányzik, mivel érésük során nem kapják meg az M6P-jelet, vagy a transz-Golgiban az M6P-receptor nincs jelen

Ezek a betegségek ma nem gyógyíthatóak. Az egyetlen lehetséges kezelési mód az enzimpótlás. Ez azonban rendkívül drága. A jövőben a génterápia hozhat áttörést.